# كارل ستروم
كارل ستروم (بالسويدية: Carl Ström)‏ هو ممثل سويدي، ولد في 18 يونيو 1888 في هارنوساند في السويد، وتوفي في 18 نوفمبر 1957 في أبرشية ماريا ماغدلينا ‏ في السويد.

## وصلات خارجية
- كارل ستروم على موقع IMDb (الإنجليزية)
- كارل ستروم على موقع أول موفي (الإنجليزية)
- كارل ستروم على موقع قاعدة بيانات الأفلام السويدية (السويدية)
- كارل ستروم على موقع قاعدة بيانات الفيلم (الإنجليزية)